# 菊岡沾涼
菊岡 沾凉（きくおか せんりょう、延宝8年（1680年）7月 - 延享4年10月24日（1747年11月26日））は江戸時代中期の俳人、作家。諱は房行、通称は藤右衛門、別号に崔下庵、南仙、米山など。
祖父伝来の婦人薬女宝丹、二日酔い薬清酲散を販売して生計を立てる傍ら、内藤露沾門下で俳諧を学び、江戸座で精力的に俳諧活動を行った。しかし、露沾の死後俳壇で孤立し、後世にはむしろ『江戸砂子』等の地誌、説話集の著者として名が知られる。

## 生涯

### 生い立ち
延宝8年（1680年）7月、伊賀国阿拝郡上野城下本町筋中町（三重県伊賀市上野中町）に造り酒屋清洲屋飯束瀬左衛門政安（法号三悦）の四男として生まれた。飯束家時代は勘左衛門と名乗った。まもなく、嫡子がいなかった母方の親戚にあたる福居町菊岡行尚の養子となり、名を房行とした。元禄12年（1799年）、行尚に実子が生まれると、分家して江戸に下り、藤右衛門と名乗った。住所は神田鍛冶町一丁目藍染川北側で、現在の千代田区鍛冶町二丁目2番地北部及び6番地に当たる。売薬を生業にしていた。

### 俳壇への登場
元禄年間の内に、芳賀一晶に師事して南仙と名乗る。しかし、間もなく一晶は俳壇から離れたため、内藤露沾に師事して沾涼と号した。享保2年（1717年）初冬、絵俳書『百福寿』に参画した。三世立志とも接近し、江戸座において歳旦集に入句した。享保5年（1720年）頃、露沾から一字を賜り沾涼と号した。享保12年（1727年）3月17日湯島天満宮で万句興行を主催し、 宗匠として立机した。

### 沾洲派との対立
享保18年（1733年）露沾の没後、後継者貴志沾洲が譬喩俳諧を行ったため、枯淡を基調とする俳風から対立し、江戸座の中で孤立していった。享保17年（1732年）5月、地誌『江戸砂子』を刊行すると、これが評判を呼んだ。享保17年（1732年）6月、『綾錦』において誹諧の系譜を論じたが、沾洲派の存在を軽視するもので、波紋を呼んだ。
享保18年（1733年）3月、養父行尚の追善のため伊賀上野に帰省し、京都の林家で所用を済ませ、江戸に戻った。5月この旅を元に『故郷の水』を著した。書名は江戸到着時に詠んだ「故郷の水は乳の味さらふ酒」に依る。
享保20年（1735年）5月、沾洲『親うぐひす』の中で『綾錦』を暗に批判され、享保21年（1736年）5月『鳥山彦』乙巻において猛烈な反論を行った。

### 晩年
晩年は俳諧紀行の旅で得た見聞を基に地誌や綺談説話集を著して過ごした。沾洲派の譬喩俳諧が批判され、松尾芭蕉回帰の運動も起こったが、これにも参画することはなかった。
延享4年10月24日（1747年11月26日）死去。辞世は「葉は茎はよし枯るとも薄の根」。浅草田島町の誓願寺林宗院に葬られたとされるが、戦前練馬区に移転する以前から確認できない。一方、実家飯束家の菩提寺であった伊賀上野愛宕町法林寺には沾涼の墓が現存する。
死後、同業者の俳人であった北村東巴が二世沾涼、金工の孫菊岡光行が三世沾涼を名乗った。

## 作品
- 『百福寿』 - 享保2年（1717年）初冬
- 『続福寿』 - 享保5年（1720年）8月
- 『百華実』 - 享保7年（1722年）11月下旬
- 『綾錦』 - 享保12年（1727年）6月
- 『鳥山彦』 - 享保21年（1736年）5月
- 『菊岡沾涼誹諧巻』 - 延享3年（1746年）
- 『藻塩袋』 - 寛保3年（1743年）1月、和漢詩注釈
- 『反古談』- 宝永2年（1705年）
- 『歳旦詩附俳諧集』 - 漢詩集
- 『三十六番句合』
- 『日本道中行程記』- 享保7年（1722年）
- 『日光道中行程記』 - 享保12年（1727年）
- 『故郷の水』 - 享保18年（1733年）5月
- 『江戸砂子』 - 享保17年（1732年）
- 『続江戸砂子温故名跡志』 - 享保20年（1735年）
- 『熱海志』 - 延享元年（1744年）秋
- 『本朝世事談綺』 - 享保19年（1734年）
- 『諸国里人談』 - 寛保3年（1743年）1月
- 『本朝俗諺志』 - 延享4年（1747年）1月
- 『奈良土産』
- 『奈良土産続編』
- 『回国筆みやけ』

## 家族
- 実父：飯束瀬左衛門政安（? – 享保8年7月16日） - 法号三悦
  - 実祖父：飯束喜三 - 尾張国にあって清洲織田氏に仕え、宗牧に師事し連歌を嗜んだ後、医者となり伊賀国に蟄居した。
  - 実兄：飯塚瀬左衛門（? - 明和8年8月11日）
- 養父：菊岡市右衛門行尚 - 尽程舎
  - 養祖父：菊岡市左衛門行宜 – 伊賀国久米郡主菊岡丹波行任の子。如幻と号する。北村季吟に連歌を学び、松尾芭蕉を季吟に引き当てた人物という。
  - 義弟：菊岡行重（継？）記（紀）之
  - 義弟：菊岡行国有隣（? - 享保18年3月7日）
- 妻：美保（? – 享保5年3月7日） - 飯沢八左衛門向栄の娘。
  - 長男：菊岡藤兵衛晴行（? - 天明3年） - 一箕亭布仙を名乗り沾涼の句集に入句する。
    - 孫：菊岡利藤次光行 – 三男。金工家として名を馳せた。三世沾涼を名乗ったため、後世初代と事跡を混同された。

  - 次男：菊岡伝右衛門梅五 – 同じく沾涼の句集に見える。